# Relations entre l'Organisation mondiale du commerce et l'Union européenne
Les relations entre l'Organisation mondiale du commerce et l'Union européenne remontent à l'adhésion de l'Union européenne comme membre de plein droit de l'OMC parallèlement à ses États membres. Elle s'exprime au nom de ces derniers à presque toutes les réunions.

## Adhésion
L'Union européenne a adhéré à l'OMC le 1er janvier 1995.

## Actions de l'Union
La politique commerciale commune fait partie des compétences exclusives de l'Union européenne tel que le précise l'article 3(1)(e) du traité sur l'Union européenne. En ce sens, la Commission européenne, qui représente l'Union, agit seule au niveau de l'OMC. Celle-ci négocie les accords internationaux conclus dans le cadre de l'OMC et défend, lors des affaires soulevées à l'organe de règlement des différends, les intérêts de ses 27 États membres.
La Commission agit après avoir consulté le Conseil et le Parlement européen qui, depuis le traité de Lisbonne, sont co-législateurs sur les questions de commerce international. En ce sens, elle rapporte régulièrement le contenu des discussions au niveau de l'OMC.
Individuellement, les États membres de l'Union s'expriment à certaines réunions de comités ou dans certains documents qu'ils présentent. Cette participation se fait principalement dans les réunions liées au budget, aux finances et à l'administration.

## Sources

## Compléments